# Masruchah
Masruchah, también llamada Ruchah, es una activista de Indonesia en defensa de los derechos de las mujeres y las niñas miembro de la Comisión Nacional contra la Violencia contra las mujeres.
En la Comisión Nacional de Violencia contra la Mujer ha sido Presidenta de la Subcomisión de Educación 2015-2019. Anteriormente, se había desempeñado como Secretaria General de la Coalición de Mujeres de Indonesia.
Especialmente activa contra el matrimonio infantil, cuando el Parlamento indonesio acordó aumentar la edad mínima de matrimonio para las mujeres de 16 a 19 años en septiembre de 2019 Masruchah señaló que la Comisión hubiera preferido 21 años como edad mínima cuando hombres y mujeres se consideran maduros en términos de reproducción y estabilidad económica.
En sus intervenciones cuestiona la utilización de políticas discriminatorias basadas en intereses políticos y no en un entendimiento de la constitución y la religión.
En 2008 recibió el Premio Trimurti de la Alianza de Periodistas Independientes de Yakarta por su lucha por la idginidad de las mujeres.